# 平久保半島

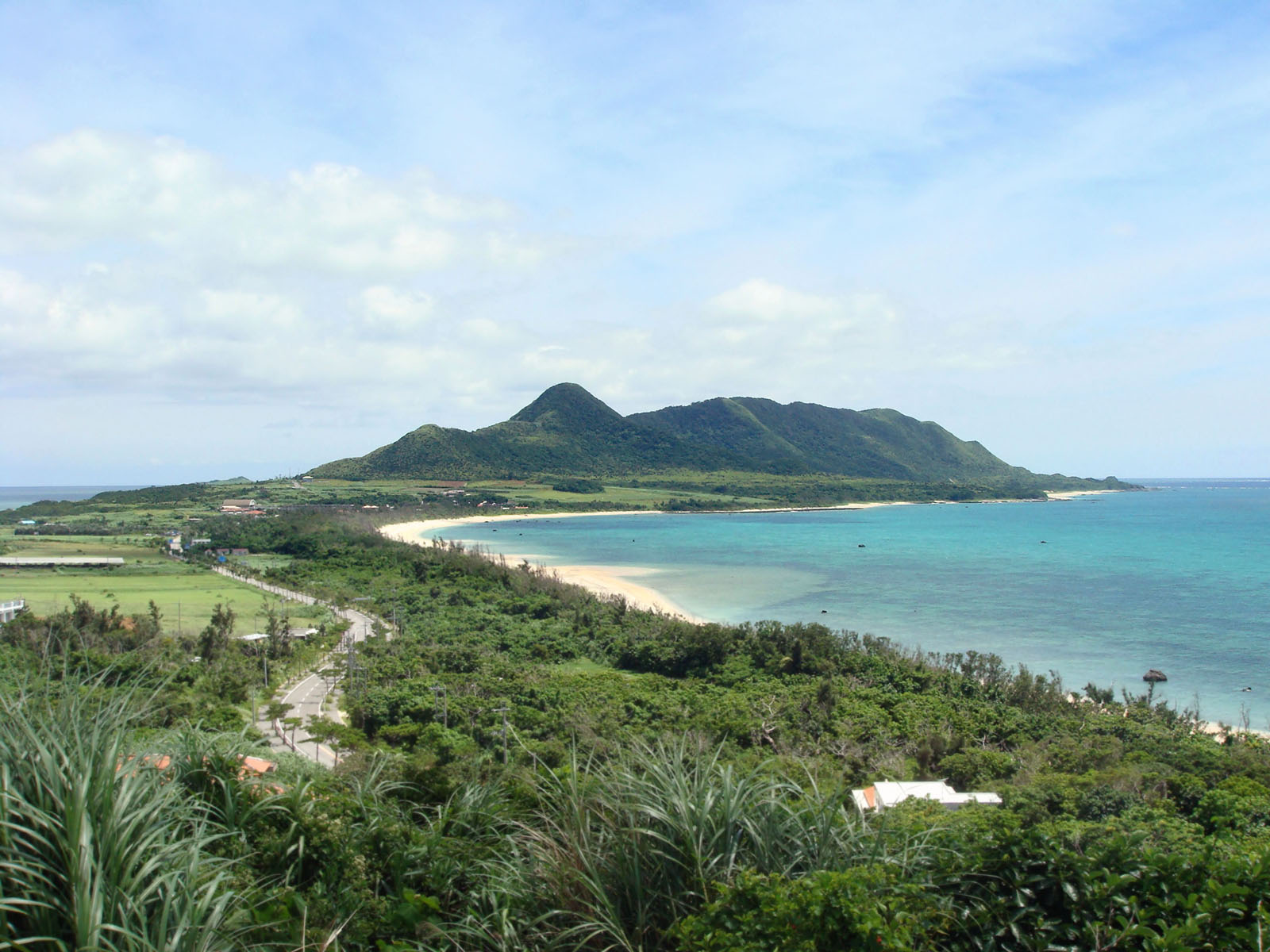
平久保半島

平久保半島（日语：／ Hirakubo hantō */?）是位於日本八重山群島主島石垣島東北部的一個細長的半島。半島西側為東海，東側是太平洋。平久保半島大部分地區被指定為西表石垣国立公園。